# Союз ТМ-6
Союз ТМ-6 — пилотируемый космический аппарат из серии «Союз ТМ». На эмблеме полёта в левом верхнем углу — обозначение года полёта по григорианскому календарю (1988) арабскими цифрами, а в правом верхнем углу — по солнечной хиджре (1367) цифрами языка пушту.

## Экипаж
На взлёте:
- Владимир Ляхов  (3-й полёт) — командир
- Валерий Поляков  (1-й полёт) — врач-космонавт
- Абдул Ахад Моманд  Афганистан (1-й полёт) — космонавт-исследователь

При посадке:
- Владимир Титов  (2-й полёт) — командир
- Муса Манаров  (1-й полёт) — бортинженер
- Жан-Лу Кретьен  Франция (2-й полёт) — космонавт-исследователь

## Параметры полёта
- Масса аппарата: 7070 кг
- Перигей: 195 км
- Апогей: 228 км
- Наклонение: 51,6°
- Период обращения: 88,7 мин

## Описание полёта
Состав команды Союза ТМ-6 был уникальным в том смысле, что его командир (Ляхов) прошёл обучение по управлению кораблём в одиночку на случай необходимости спасения двух космонавтов с борта станции «Мир». Кроме него в космос полетели два космонавта без опыта полёта — доктор Валерий Поляков, полетевший на Мир с целью наблюдения за здоровьем Титова и Манарова на заключительном этапе их годового пребывания на орбите, и Абдул Ахад Моманд — афганский космонавт, полетевший по программе Интеркосмос. В задание Моманда входило в основном наблюдение за территорией Афганистана. При спуске Ляхова и Моманда на корабле Союз ТМ-5 возникла нештатная ситуация, которую, однако, удалось исправить.
Отметим, что Владимир Титов, командир корабля при посадке, тоже проходил подготовку по программе корабля-спасателя.

## В филателии
29 августа 1988 года почта СССР тиражом 2,9 млн экземпляров выпустила почтовую марку, посвящённую советско-афганскому космическому полёту. На марке изображены рукопожатие, стыковка космического корабля «Союз ТМ-6» с орбитальной станцией «Мир», Земля и логотип Главкосмоса Академии наук СССР (ЦФА [АО «Марка»] № 5984).